# Lee Morse
Lee Morse, nome d'arte di Lena Corinne Taylor (Portland, 30 novembre 1897 – 16 dicembre 1954), è stata un'attrice e cantante statunitense e una delle prime interpreti jazz e blues. È stata anche autrice di popolari canzoni.
Star dell'età del jazz (è stata attiva negli anni venti e nei primi anni trenta) è ricordata per il timbro forte e profondo e per l'ampiezza dell'estensione vocale, nonostante il fisico minuto. Il suo pezzo forte era il cosiddetto jodeling.

## Biografia
Si avvicinò alla musica quando aveva circa vent'anni e rimase attiva fino alla morte incidendo dischi di successo. Ebbe anche un moderato successo in virtù di un film girato nel 1930, The Music Racket, del quale curò anche la colonna sonora. Come attrice si esibì sui palcoscenici di Broadway nella rivista Artists and Models (1923) e nella commedia Simple Simon (1930).
La sua carriera e la sua vita, tuttavia, furono condizionati dalla dipendenza dall'alcool.
Nona di dodici fratelli (e terza figlia) nacque da John Taylor, un pastore locale, e da sua moglie Olive Higgins Fleming.
La famiglia Taylor fu sempre vicina alla musica e prima ancora della nascita di Lena compì un viaggio su un carro coperto l'Idaho tenendo piccoli concerti musicali sotto il nome di Taylor Family Concert Company.
Lena trascorse l'adolescenza nella cittadina di, appunto nell'Idaho. A tre anni sapeva cantare imitando, grazie alla duttilità del suo registro vocale, la voce dei fratelli. Nel 1908, quando Lena aveva undici anni, i Taylor si trasferirono a Clearwater Valley, una città poco distante da Kooskia.

## Primo matrimonio e carriera iniziale
Il 2 maggio 1915 Lena andò sposa a Elmer Morse, imprenditore del legno, da cui ebbe un figlio, Jack, nel 1916. Lena, tuttavia, desiderando intraprendere la carriera professionistica nel campo musicale, si separò dal marito nel 1920. Il suo primo impegno professionale, comunque, risale ad un paio di anni prima, nel 1918 quando si esibì la prima volta con il nome di "Mrs. Elmer Morse" durante la proiezione di un film del cinema muto. Negli anni successivi suonò in piccole città della costa del Pacifico nordoccidentale come Spokane e Chewelah.

## L'epoca del vaudeville

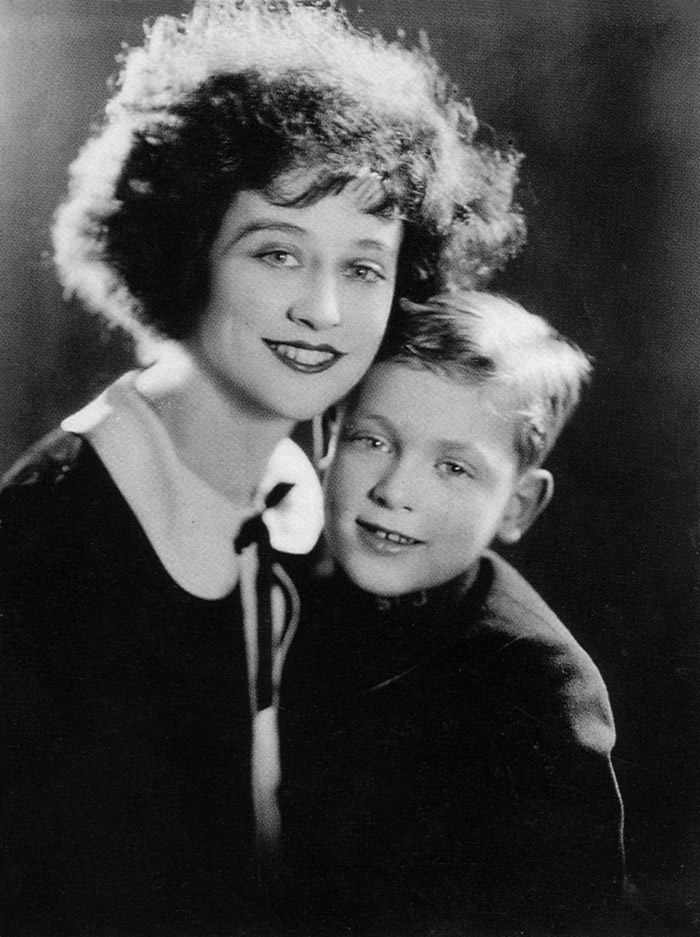
Lee Morse con il figlio Jack

La famiglia di Lee Morse oltre che nella musica è stata impegnata anche in politica. Nel 1920 il padre della cantante fu eletto delegato alla convenzione democratica. Morse lo accompagnato a San Francisco dove ebbe modo di cantare alla convention tenutasi all'Hotel St. Francis, facendosi notare da Will King, un noto produttore di spettacoli vaudeville che la scritturò per la sua compagnia.
Morse colse l'opportunità di esprimersi nel vaudeville della West Coast, così che decise di lasciare Kooskia — e il marito Elmer — per tentare fortuna nello spettacolo. Nel 1921, la cantante attrice iniziò a lavorare nel teatro di rivista con Kolb and Dill.
L'anno successivo si unì al circuito Pantages con un suo numero di quindici minuti intitolato Do You Remember One Small Girl a Whole Quartet. Un critico osservò che cantava con tono baritonale Silver Moon, per poi andare nel basso con 'Asleep in the Deep e terminare nel registro di soprano con Just a Song of Twilight.
Nel novembre 1922 il critico di Variety annotava come la cantante desse l'impressione di saper bene alternare, nel canto, brani blues (la maggioranza del suo repertorio dell'epoca) espressi con voce virile, a motivi in stile jodel dallo sviluppo molto dolce.

## Hitchy KooeArtists and Models
Nel 1923 fu scelta per un ruolo nella rivista itinerante Hitchy Koo. Il cast includeva star come Raymond Hitchcock, Marion Green, Irene Delroy, Al Sexton, Busby Berkeley e Ruth Urban. La successiva interpretazione fu nella rivista di Schubert Artists and Models, che inaugurò la stagione di Broadway il 20 agosto 1923.